# Municipio de Clay (condado de Shelby, Misuri)
El municipio de Clay (en inglés: Clay Township) es un municipio ubicado en el condado de Shelby en el estado estadounidense de Misuri. En el año 2010 tenía una población de 1151 habitantes y una densidad poblacional de 8,33 personas por km².

## Geografía
El municipio de Clay se encuentra ubicado en las coordenadas 39°48′11″N 92°14′24″O / 39.80306, -92.24000. Según la Oficina del Censo de los Estados Unidos, el municipio tiene una superficie total de 138.22 km², de la cual 136,78 km² corresponden a tierra firme y (1,04 %) 1,43 km² es agua.

## Demografía
Según el censo de 2010, había 1151 personas residiendo en el municipio de Clay. La densidad de población era de 8,33 hab./km². De los 1151 habitantes, el municipio de Clay estaba compuesto por el 97,91 % blancos, el 0,87 % eran afroamericanos, el 0,35 % eran amerindios, el 0,09 % eran de otras razas y el 0,78 % eran de una mezcla de razas. Del total de la población el 1,39 % eran hispanos o latinos de cualquier raza.